# Mozart a Praha
Wolfgang Amadeus Mozart pobýval v Praze opakovaně a je známo, že měl toto město rád a měl k němu zvláštní vztah. A naopak, Pražané si vážili skladatele a dokázali rozpoznat kvalitu jeho hudby. 

## Vztah

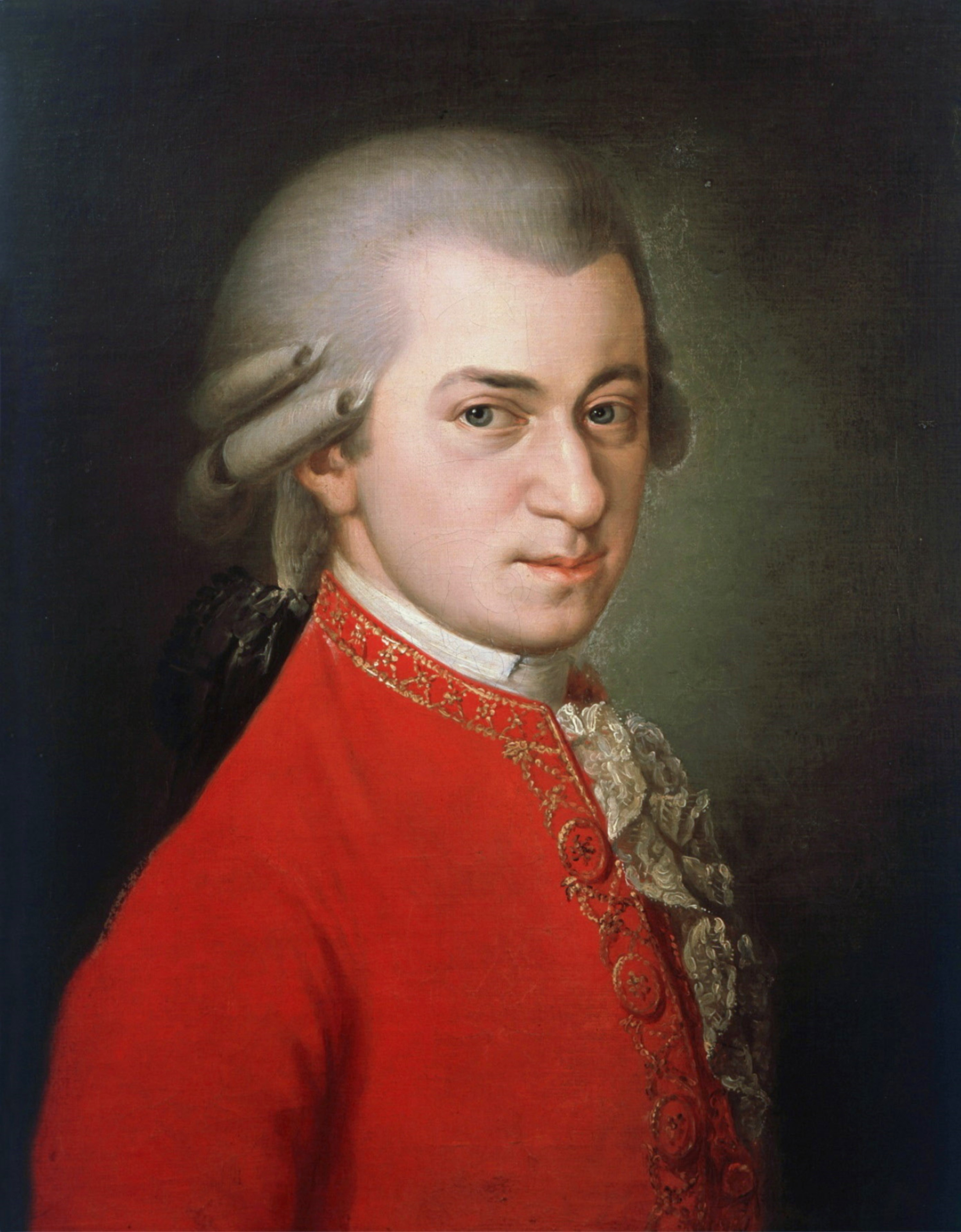
Jedna z možných podob W. A. Mozarta od Barbary Krafftové.

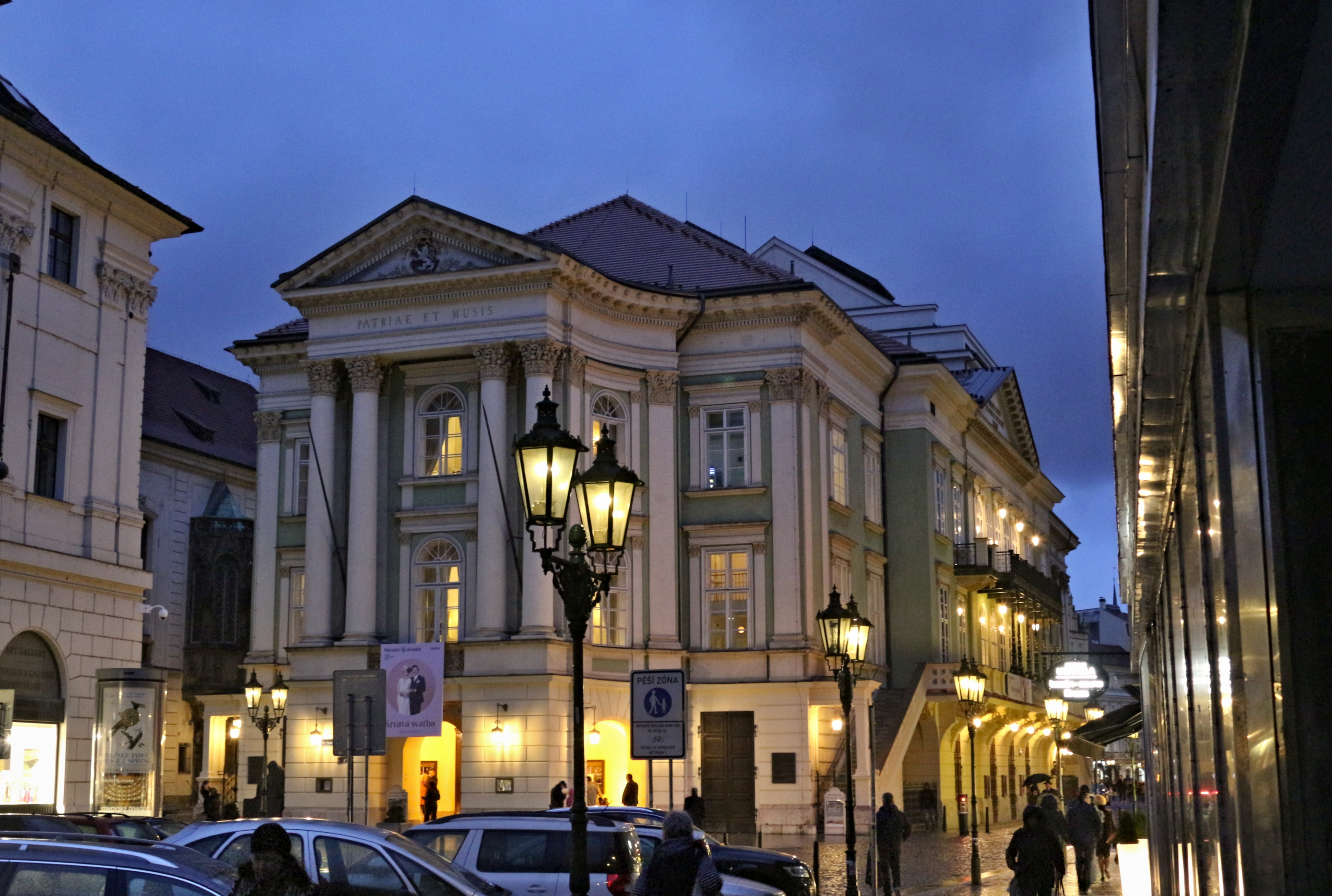
Stavovské divadlo v Praze bylo místem světové premiéry dvou Mozartových oper.

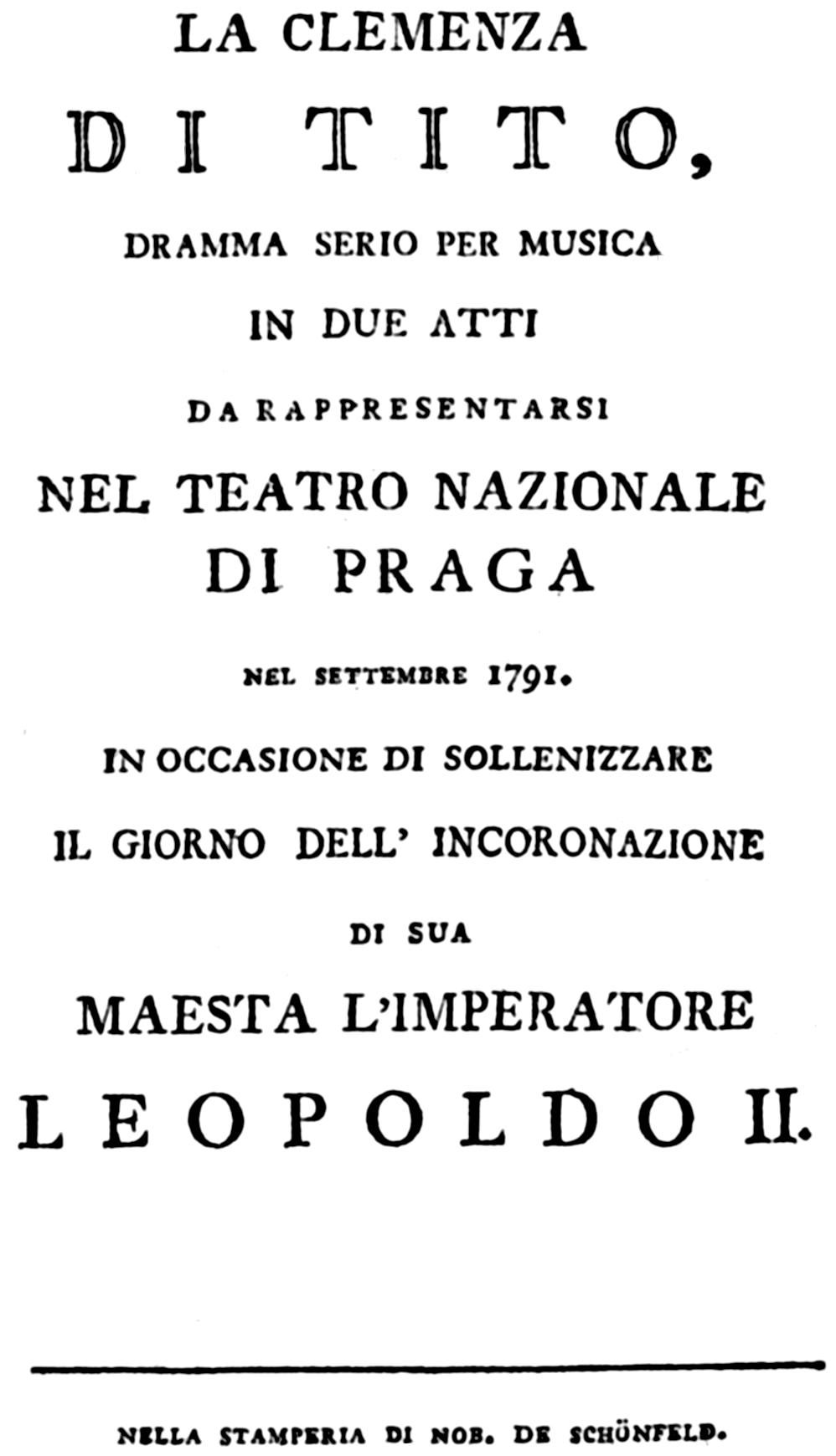
Titulní strana libreta La clemenza di Tito. Opera byla poprvé uvedena v Praze ve Stavovském divadle u příležitosti korunovace Leopolda II. českým králem v září 1791.

Ačkoli Pražané konce 18. století projevovali zvláštní uznání hudbě Wolfganga Amadea Mozarta, i když, jak nedávno poukázal americký muzikolog Daniel E. Freeman, potvrzení této skutečnosti bylo připisováno samotnému Mozartovi, a to výroky jako „Meine Prager verstehen mich“ („Moji Pražané mi rozumějí“), se k dalším generacím dostalo pouze z druhé nebo třetí ruky. Snad nejcennější přímé svědectví, které dokládá rozlišovací schopnost hudebního publika v Praze ohledně Mozartovy hudby, pochází od Lorenza Da Ponteho, autora libreta k Mozartově opeře Don Giovanni, která byla poprvé uvedena v Praze:
| „                   | Není snadné zprostředkovat adekvátní pojetí nadšení Čechů pro [Mozartovu] hudbu. Kusy, které byly v jiných zemích obdivovány nejméně, považovali tito lidé za věci božské; a co je ještě podivuhodnější, velké krásy, které jiné národy objevily v hudbě onoho vzácného génia až po mnoha a mnoha představeních, Češi dokonale ocenili hned po prvním večeru. | “ |
| — Daniel E. Freeman | |   |

Nejvýznamnějším odkazem Mozartova vztahu s Prahou bylo zkomponování oper Don Giovanni a La clemenza di Tito a první provedení 38. symfonie „Pražské“, kterou Mozart snad skládal speciálně pro provedení v Praze při své první návštěvě města počátkem roku 1787.

### Zázemí pro Mozartovy návštěvy Prahy
Daniel E. Freeman podal nejkomplexnější zhodnocení podmínek, díky nimž byla Praha v 80. letech 18. století coby hudební prostředí pro Mozarta tak atraktivní. Jedním z nejdůležitějších důvodů byl nárůst počtu obyvatel města, a tím zmnožení hudební veřejnosti, oproti několika minulým desetiletím. Obyvatelstvo Prahy se teprve nedlouho před Mozartovými návštěvami vzpamatovalo z vylidňování způsobeného odchodem císařského dvora z Prahy v roce 1612 po smrti Rudolfa II. a následků třicetileté války (1618-1648). Tato dlouhá válka, která postihla velkou část Evropy, v Praze začala i skončila. Praha si jako hlavní město Českého království vždy udržela určitou prestiž, i když její král (a zároveň císař Svaté říše římské a hlava habsburské dynastie) sídlil ve Vídni.
Přesto trvalo více než sto let po smrti Rudolfa II., než si město znovu vybudovalo kulturní instituce hodné významného evropského města. Obvykle tomu tak bylo díky mecenášství předních českých šlechticů. Došlo k takovému oživení občanského života, že v roce 1783 bylo otevřeného nové velkolepé operní divadlo, tehdy známého jako Národní divadlo (Království českého) a postaveného výhradně na náklady vizionářského hraběte Františka Antonína z Nostic. Později divadlo odkoupily české stavy, dnes je proto známé jako divadlo Stavovské. Vzhledem k významu operních produkcí v Mozartově hudební tvorbě byla stavba tohoto divadla v podstatě předpokladem pro plodné vazby, které začal pěstovat s Prahou v roce 1786. 
Pro Mozartovo působení v Praze byl také velmi významný nástup vynikajícího dirigenta Jana Josefa Strobacha, který zde vybudoval jeden z největších orchestrů ve střední Evropě, stejně jako prominentní manželé Duškovi (František Xaver a Josefína, kteří měli na hudebníky z Prahy, kteří neopustili české země, nebývale dobré mezinárodní kontakty. Josefína měla k Mozartovi obzvlášť silný vztah v důsledku častých návštěv jeho rodného města Salcburku, kde měla příbuzné (jeden z jejích dědů byl kdysi starostou Salcburku).
Bezprostředním impulsem k Mozartovým návštěvám byl důsledek zájmu o jeho skladby po velmi úspěšným provedením jeho opery Únos ze serailu v roce 1783, jedné z prvních oper, které kdy byly ve Stavovském divadle uvedeny. Toto představení vzbudilo zájem o Mozartovu instrumentální hudbu a nepochybně přimělo vedení Stavovského divadla k tomu, aby koncem roku 1786 uvedlo inscenaci Figarovy svatby.

### Pražská premiéraFigara
Mozartova opera Figarova svatba, která při premiéře ve Vídni v květnu 1786 měla spíše menší úspěch, byla v Praze koncem roku 1786 uvedena s obrovským úspěchem. Recenzent pro pražský list Oberpostamtzeitung napsal: "Žádná skladba (jak zde všichni tvrdí) nikdy nevyvolal takovou senzaci jako italská opera Die Hochzeit des Figaro, která zde zazněla již několikrát s nekonečným potleskem."  Orchestr a někteří spříznění milovníci hudby financovali osobní návštěvu Mozarta, aby si mohl poslechnout jeho tvorbu.

### Mozartova první návštěva Prahy a premiéra "Pražské" symfonie
Poprvé Mozart přijel do Prahy 11. ledna 1787 a zůstal zde až do druhého únorového týdne. Všude byl vítán a oslavován. Dne 19. ledna byl v jeho finanční prospěch uspořádán koncert, na kterém byla poprvé uvedena jeho 38. symfonie D dur zvaná "Pražská" (KV 504). Mozart také improvizoval sólo na klavír — včetně variací na populární árii „Non più andrai“ z Figarovy svatby. Později Mozart prohlásil, že „tento den považuje za jeden z nejšťastnějších ve svém životě“.  Daniel E. Freeman poukazuje na to, že úroveň chvály, které se Mozartovi při této příležitosti od pražské hudební veřejnost dostalo, kdy byl uznáván současně jako skladatel i interpret, byla v 18. století zcela bezprecedentní.
Velký úspěch této návštěvy přinesl také novou zakázku na další operu ze strany Pasquale Bondiniho, impresária italského operního souboru v Praze. Také nová opera stejně jako Figarova svatba měla mít libreto od velkého Mozartova spolupracovníka Lorenza da Ponteho.

### Mozartova druhá návštěva Prahy a premiéraDona Giovanniho
4. října 1787 Mozart přijel do Prahy podruhé, aby pomohl dohlížet na první uvedení své opery Don Giovanni. V Praze zůstal až do 12. nebo 13. listopadu. Premiéra opery se měla konat 15. října, ale podařilo se ji domluvit až na 29. října 1787. Dílo bylo přijato s nadšením. Pražský denín Prager Oberpostamtzeitung k tomu uvedl: "Znalci a hudebníci říkají, že Praha nic podobného ještě neslyšela" a "operu... je nesmírně obtížné provést".

### Mozartova třetí a čtvrtá návštěva Prahy
Cestou do Berlína Mozart ve společnosti knížete Karla Lichnovského z Voštic projížděl 10. dubna 1789 Prahou a znovu 31. května 1789 na zpáteční cestě do Vídně a zřejmě se zde zdržel den nebo dva navíc. Další podrobnosti viz Mozartova berlínská cesta.

### Mozartova pátá návštěva a premiéraLa clemenza di Tito
Pro slavnosti doprovázející pražskou korunovaci Leopolda II. na českého krále v září 1791 zkomponoval Mozart operu La clemenza di Tito. Tuto zakázku Mozart získal poté, co ji údajně odmítl dvorní skladatel Antonio Salieri.  Mozart přijel 28. srpna 1791 a odjel ve třetím týdnu v září.  Opera byla poprvé provedena 6. září 1791. Na rozdíl od prvních dvou návštěv nebyl Mozart při své poslední návštěvě středem pozornosti. Jeho činnost byla spíše zastíněna ceremoniemi císařského dvora. O jeho opeře se navíc nová česká královna Marie Ludovika vyjádřila nelichotivě, což skladatel těžce nesl.

## Připomínky Mozartovy smrti v Praze
Stejně jako přízeň, které Mozarta se dostalo za života, také smutek vyjádřený v Praze po jeho smrti 5. prosince 1791 daleko převyšoval tyto pocity v kterémkoli jiném evropském městě. Daniel E. Freeman poukazuje na to, že zatímco ve Vídni byl Mozart (jeden z největších hudebníků historie) byl uložen k věčnému odpočinku bez zvláštního hudebního doprovodu a patetického předvádění truchlících, první vzpomínkový obřad na jeho počest v Praze (14. prosince 1791) se zúčastnily tisíce lidí a zazněla okázalá zádušní mše v provedení více než stovky hudebníků, kteří za své úsilí nepřijali žádnou odměnu. V dalších letech se konalo mnoho dalších vzpomínkových akcí a Pražané se ujali obživy Mozartovy vdovy Constanze a jeho osiřelých dětí. Constanze poté sama začala organizovat hudební koncerty na památku svého manžela v Praze, což byl lukrativní podnik, který zásadním způsobem zlepšoval finanční situaci rodiny až do jejího druhého sňatku s Georgem Nikolausem von Nissenem.

## Proč Mozart nezůstal v Praze?
Po fenomenálním úspěchu Dona Giovanniho Mozart možná obdržel nezávaznou nabídku zůstat a napsat pro Prahu další operu, rozhodl se však vrátit do Vídně. Maynard Solomon se domnívá, že důvody je nutno hledat především v tom, že v Praze chyběly takové hudební talenty, které byly dostupné ve Vídni. Mozartova obživa navíc závisela na podpoře aristokracie a Praha byla pouze zemským hlavním městem a na konci 18. století zde nebyl mecenáš ani hudební instituce, kteří by skladateli Mozartova talentu mohla nabídnout uspokojivé uplatnění. Daniel E. Freeman navíc poukázal na to, jak nejistá byla operní produkce ve městě po celé 18. století. Produkce italské opery v Praze totiž opět ustaly již v roce 1789 a znovu se objevily až v roce 1791 v důsledku odchodu impresária Domenica Guardasoniho a smrti impresária Pasquale Bondiniho.
Dalším možným důvodem, proč Mozart nezůstal v Praze, uvádí Volkmar Braunbehrens s odkazem na Schenka: v listopadu 1787 ve Vídni zemřel Gluck, o jehož post v císařském hudebním okruhu Mozart ucházel (a nakonec ho dostal, i když za mnohem nižší plat). Mozart se potřeboval vrátit do Vídně a lobbovat za tuto pozici. Freeman poukazuje na to, že angažmá u císařského dvora pro Mozarta znamenalo, že nikdy nebude moci žít v jiném městě než ve Vídni. Prestiž takového postavení v kombinaci s možností dalšího zaměstnání a vyznamenáním od císařského dvora by v porovnání s ostatními pražskými příležitostmi byla neatraktivní.